# Anagarika Dharmapala
Anagarika Dharmapala (né le 17 septembre 1864 à Colombo, mort le 29 avril 1933 à Sārnāth) était un bouddhiste sri-lankais et un écrivain. Il fut un réformateur social, un rationaliste et l'un des premiers hérauts du nationalisme bouddhiste non-violent cinghalais. Il a également été un pionnier du renouveau du bouddhisme en Inde, où le bouddhisme avait pratiquement disparu depuis plusieurs siècles, et il fut le premier bouddhiste de l'époque contemporaine à enseigner le Dharma sur trois continents : l'Asie, l'Amérique du Nord et l'Europe.
À l'instar de Henry Steel Olcott et Helena Blavatsky, les fondateurs de la société théosophique, il fut un réformateur et un véritable moteur du renouveau du bouddhisme à Ceylan, et il joua un rôle de premier plan dans  la transmission d'un bouddhisme rationaliste en Occident. Dharmapala est l'un des bouddhistes les plus vénérés du XXe siècle

## Biographie

### Formation
De son vrai nom Don David Hewavitarne, Anagarika Dharmapala est né dans une famille de commerçants de Colombo qui appartenait à la classe aisée d'expression anglophone, . Son père est Don Carolis Hewavitharana (en), philanthrope et directeur des établissements H. Don Carolis & Sons, un établissement de meubles très prospère. Sa mère, Mallika Dharmagunawardhana, est la fille de Andiris Perera Dharmagunawardhana (en), homme d'affaires, philanthrope et pionnier du renouveau bouddhiste. Elle-même fut une grande bienfaitrice du bouddhisme. Il avait pour frères Charles Alwis Hewavitharana (en) et Edmund Hewavitarne (en).
Ceylan était alors une colonie britannique, et à ce titre l'enseignement public était dispensé en anglais. C'est donc dans cette langue que Hewavitarne fit sa scolarité, dans différents établissements catholiques et anglicans tenus par des missionnaires : d'abord l'école St Mary's à Pettah, suivie par la CMS Boys School à Kotte, puis le collège Saint Benedict à Kotahene, le collège Saint Thomas du Mont Lavinia, et l'Académie de Colombo. Il acquit ainsi une bonne connaissance du christianisme, sans pour autant y adhérer du fait de mise à mort délibérée par ses professeurs d'animaux innocents. Et c'est ainsi que le christianisme devint pour lui synonyme de « religion de torture ». Il travailla ensuite chez un notaire ainsi que dans le Département de l'instruction publique.

#### Le débat de Panadura
Enfant, il assista avec son père à l'important débat public qui eut lieu les 26 et 27 et 28 août 1873 à Panadura, localité à 25 km au sud de Colombo, entre un moine bouddhiste du nom de Gunananda (en) et le Père méthodiste David da Silva. Dharmapala soutenait le moine bouddhiste.
Connus sous le nom de Débat de Punara, ces échanges durèrent en tout douze heures. À l'issue de la joute, le public déclara Guananda vainqueur. Si ce débat n'était pas le premier du genre entre chrétiens et bouddhistes, il marque indéniablement le début du bouddhisme moderne, à savoir un boudhdisme qui se voit comme un retour aux origines, au bouddhisme du Bouddha lui-même, et qui se distancie des formes plus récentes que cette religion avait prises. En même temps, c'est ce bouddhisme de l'éveil du Bouddha, un événement qui s'était produit 2 500 ans plus tôt, qui est vu comme le plus compatible avec les idéaux européens des Lumières du xviiie siècle, comme la raison, l'empirisme, l'universalisme, l'individualisme, la tolérance, la liberté et le rejet des orthodoxies religieuses. Aux yeux de ces modernistes, le Bouddha connaissait donc déjà tous ces éléments, bien avant que l'Europe ne les découvre.

### De la théosophie au bouddhisme
Dharmapala grandit donc en un temps de renouveau du bouddhisme. En 1875, à New York, Helena Blavatsky et le colonel Olcott avaient fondé la société théosophique. Ils avaient eu connaissance du contenu des débats de Panadura, cette dispute ayant rencontré un large écho médiatique aux États-Unis. Tous deux manifestaient une vive sympathie envers le bouddhisme ainsi présenté, et en 1880, ils se rendirent à Ceylan où ils se déclarèrent bouddhistes, prenant publiquement les refuges et les préceptes auprès d'un éminent bhikkhu cinghalais. Le colonel Olcott revint plus tard à Ceylan et se consacra à la cause de l'éducation bouddhique, créant plus de 300 écoles bouddhiques, dont certaines existent toujours.

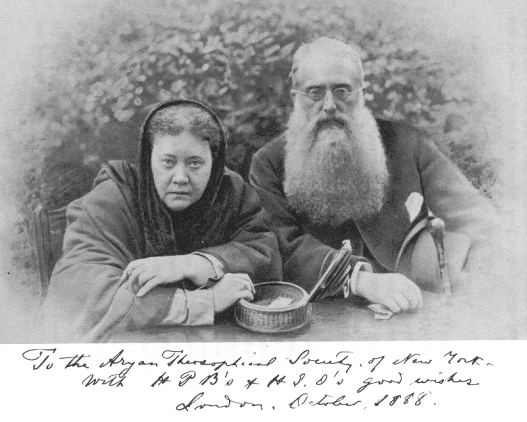
Helena Blavatsky et le colonel Olcott. 1888.

C'est en 1880 que le jeune Dharmapala (il a seize ans) fit la connaissance du colonel Olcott et ’aida dans son travail, en particulier en lui servant de traducteur. En 1881, il change son nom — Hewavitarne — en Dharmapala, « protecteur du Dharma », et il adopte pour mode de vie le célibat religieux, portant également les vêtements monastiques bien qu'il ne fut pas ordonné. Dharmapala devint également très proche de Madame Blavatsky, et elle l'encouragea à étudier le pâli, la langue des écritures du bouddhisme Theravada. En 1884, il fut intronisé dans la Société théosophique et cette même année, il accompagna Madame Blavatsky au siège indien de la société théosophique, à Adyar, dans les environs de Madras. À son retour à Ceylan, il devint le plus proche collaborateur du Colonel Olcott .
Toutefois, Dharmapala se détourna bientôt de la théosophie: il ne pouvait plus partager son approche, en particulier la position d'Olcott sur la religion universelle. « L'un des facteurs importants de son [Dharmapala] rejet de la théosophie était cette question de l'universalisme ; le prix à payer pour que le bouddhisme soit assimilé à un modèle non bouddhiste de vérité était finalement trop élevé pour lui ». Dharmapala déclara que la théosophie « ne faisait que consolider le culte de Krishna ». Et d'ajouter: « Dire que toutes les religions ont une base commune ne montre que l'ignorance de celui qui parle; le Dharma seul est souverain pour un bouddhiste. »
En 1886, il quitta son poste dans l'administration pour consacrer entièrement sa vie à la religion et au bien-être de l'humanité. Pour ce faire, il renonça à ses droits sur les affaires de son père et sur la succession paternelle.

### L'anagarika

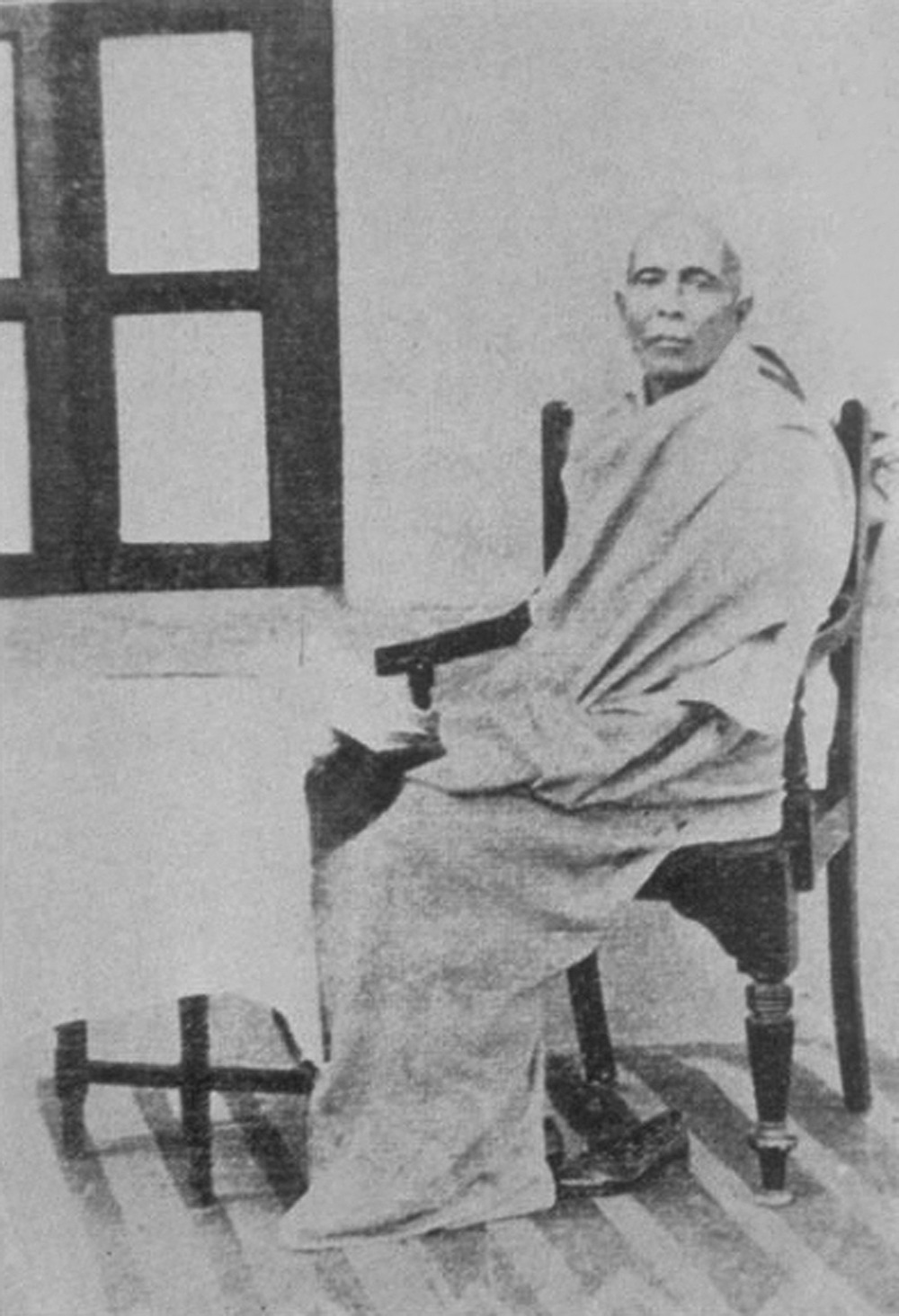
En 1931 Dharmpala devient tout de même moine sous le nom Devimitta. Ici, en 1933, revêtu de sa robe monastique.

À son nouveau nom, Dharmapala accola bientôt le titre de anagarika « sans foyer », ce second terme dénotant un état à mi-chemin entre le moine et laïc. Anagarika Dharmapala a donc le sens de « protecteur sans foyer du Dharma » ou « errant protecteur du Dharma ». Le mot fut adopté au début du xxe siècle pour les laïcs qui menaient une vie de moine sans être pour autant ordonnés. Jusque là, à Ceylan, le roi et les moines étaient les plus hautes autorités du bouddhisme. En choisissant cet état, Dharmapala attribue un nouveau rôle aux bouddhistes laïcs. En tant que anagarika, il se voulait un laïc qui étudie les textes, qui médite — tout comme le faisaient les moines — mais en prenant part à la vie sociale — comme le faisaient les laïcs. Il attribuait ainsi un rôle nouveau aux laïcs bouddhistes, et à ses yeux ce statut d'anagrika était le plus favorable pour travailler au renouveau et à la propagation du bouddhisme.
En tant qu'anagarika, Dharmapala prit donc pour la vie entière les huit préceptes de la moralité, à savoir s’abstenir de tuer, de voler, de comportements sexuels déplacés, de paroles blessantes, d'ivresse, de prise de nourriture après midi, de spectacles, de tenues à la mode, et de lits de luxe. Si ces préceptes étaient et sont encore renouvelés par de nombreux laïcs de Ceylan à l'occasion de grandes fêtes religieuses, il était tout à fait inhabituel de les prendre pour toute la vie à moins d'être moine. Dhrmapala fut le premier anagarika – c’est-à-dire un célibataire s'engageant totalement pour le bouddhisme – de l'époque contemporaine. Il semble qu'il ait fait vœu de chasteté à l'âge de huit ans et y soit resté fidèle toute sa vie. Il portait une robe jaune, qui n’était cependant pas le modèle traditionnel porté par les bhikkhu, et ne se rasait pas la tête comme les moines doivent le faire. Il estimait que le respect de l'ensemble des règles du vinaya interfèrerait avec son activité, en particulier parce qu’il se déplaçait en avion.
Ni le titre ni la fonction d'anagarika  ne sont devenus populaires, mais dans ce rôle, « [Dharmapala] fut le  modèle de l'activisme laïc dans le bouddhisme moderniste (néo-bouddhisme) ». Réformateur social, il promut l'éducation dans les campagnes, et sur le plan religieux; réformateur religieux, il défendit et encouragea un bouddhisme débarrassé de ses superstitions, son but étant de développer la société singhalaise et d'obtenir l'indépendance de son pays en tant que nation bouddhiste.

### Voyages

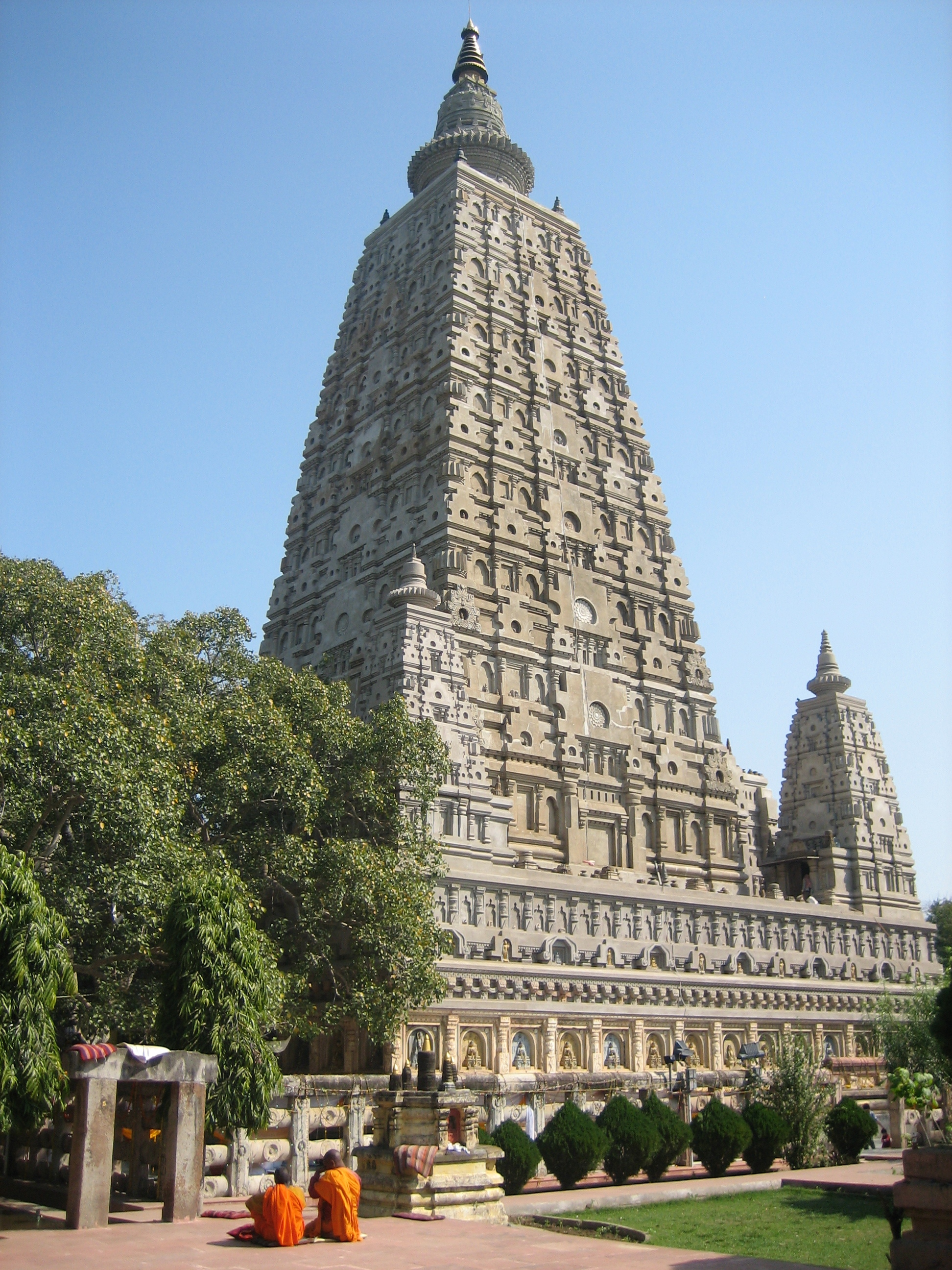
Le temple de la Maha Bodhi, à Bodhgaya.

Dharmapala fut aussi un grand voyageur. En 1889, il accompagna le Colonel Olcott pour sa tournée de conférences au Japon. Deux ans plus tard, le 22 janvier 1891, il est en pèlerinage au temple de la Mahabodhi à Bodhgayâ, lieu de l'éveil du Bouddha. L'état dans lequel il trouva le sanctuaire le bouleversa.
En 1893, il est invité à participer au Parlement des religions qui se tenait à Chicago. Sur le chemin du retour, il s'arrêta à Shangaï, où il rencontra le grand réformateur du bouddhisme chinois, Yang Wenhui. Les deux hommes entretinrent pendant une quinzaine d'années une correspondance, qui porte surtout sur la nécessité de promouvoir le bouddhisme en Occident.
En 1896, il retourna aux États-Unis pour un an, à l'invitation de Paul Carus. Il y voyagea et enseigna en de nombreux endroits. Il séjournera une nouvelle fois dans le pays entre 1902 et 1904.

### Fin de vie
C'est sous le nom de sous le nom de Devamitta que Dharmapala fut ordonné moine (bhikkhu) en 1931. Il mourut à Sarnath en avril 1933, à l'âge de 68 ans. Il était devenu le héros du bouddhisme sri-lankais moderne, et dans son pays, il fut considéré comme un bodhisattva.

## Défense et illustration du bouddhisme

### Les sites sacrés en Inde et la fondation de la Mahabodhi Society

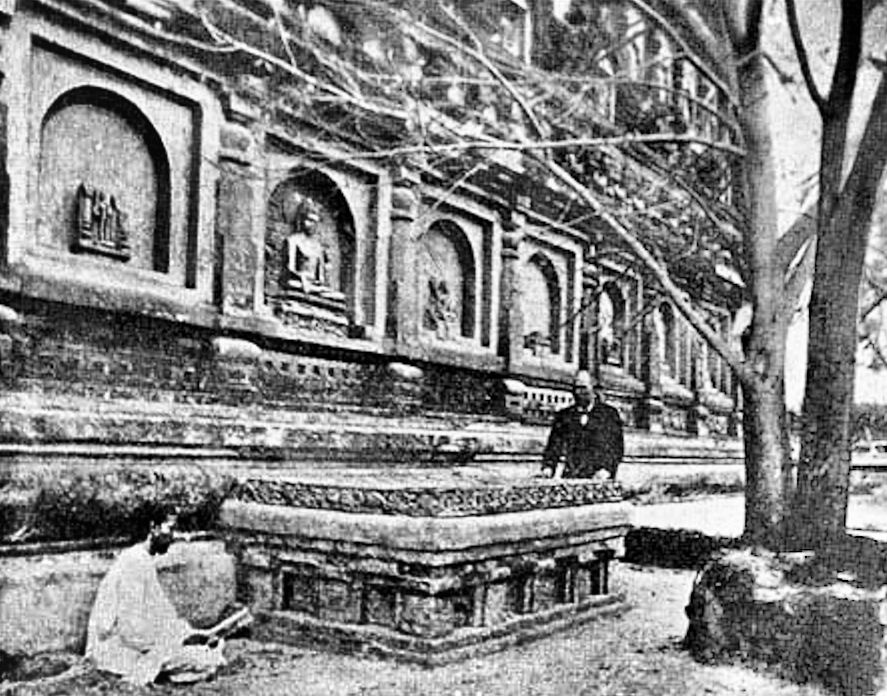
Anagarika Dharmapala à côté du Trône de Diamant à Bhodgaya. Date inconnue.

Lorsqu'il se rendit en Inde en 1891, Dharmapala fut choqué de découvrir l'état de délabrement des grands sites de pèlerinages  bouddhiques, tous sous contrôle hindou, et en particulier du temple de la Maha Bodhi à Bodhgaya. Il déclara: « Dès que mon front toucha le Vajrasana, une impulsion soudaine frappa mon esprit. Elle m'incitait à m'arrêter ici et à prendre soin de ce lieu sacré, si sacré que rien en ce monde n'est égal à cet endroit où le prince Sakyasinha [Lion des Shakya, le Bouddha historique] a obtenu l'illumination sous l'arbre de la Bodhi. » Dharmapala trouva en effet un temple administré par un prêtre shivaïte, une image du Bouddha transformée en icône hindoue, et les bouddhistes interdits de culte. En conséquence de quoi, il décida de lancer un mouvement destiné à changer cette situation.
Il avait en partie été alerté de l'état du temple par la lecture d'articles publiés en 1885-1886 par Sir Edwin Arnold,, l'auteur de La Lumière de l'Asie, qui avait été invité par Weligama Sri Sumangala (en) Thero à venir se rendre compte de l'état lamentable dans lequel se trouvait Bodhgaya,. Arnold décrivait un temple délabré, avec des centaines de statues brisées dispersées dans la jungle.

Après son séjour, outre ses articles, Arnold milita, entre autres à Ceylan et au Japon, pour la restauration du site et son retour à une administration par des bouddhistes,. Après avoir vu Bodhgaya, Dharmalpala décida de lui emboîter le pas.

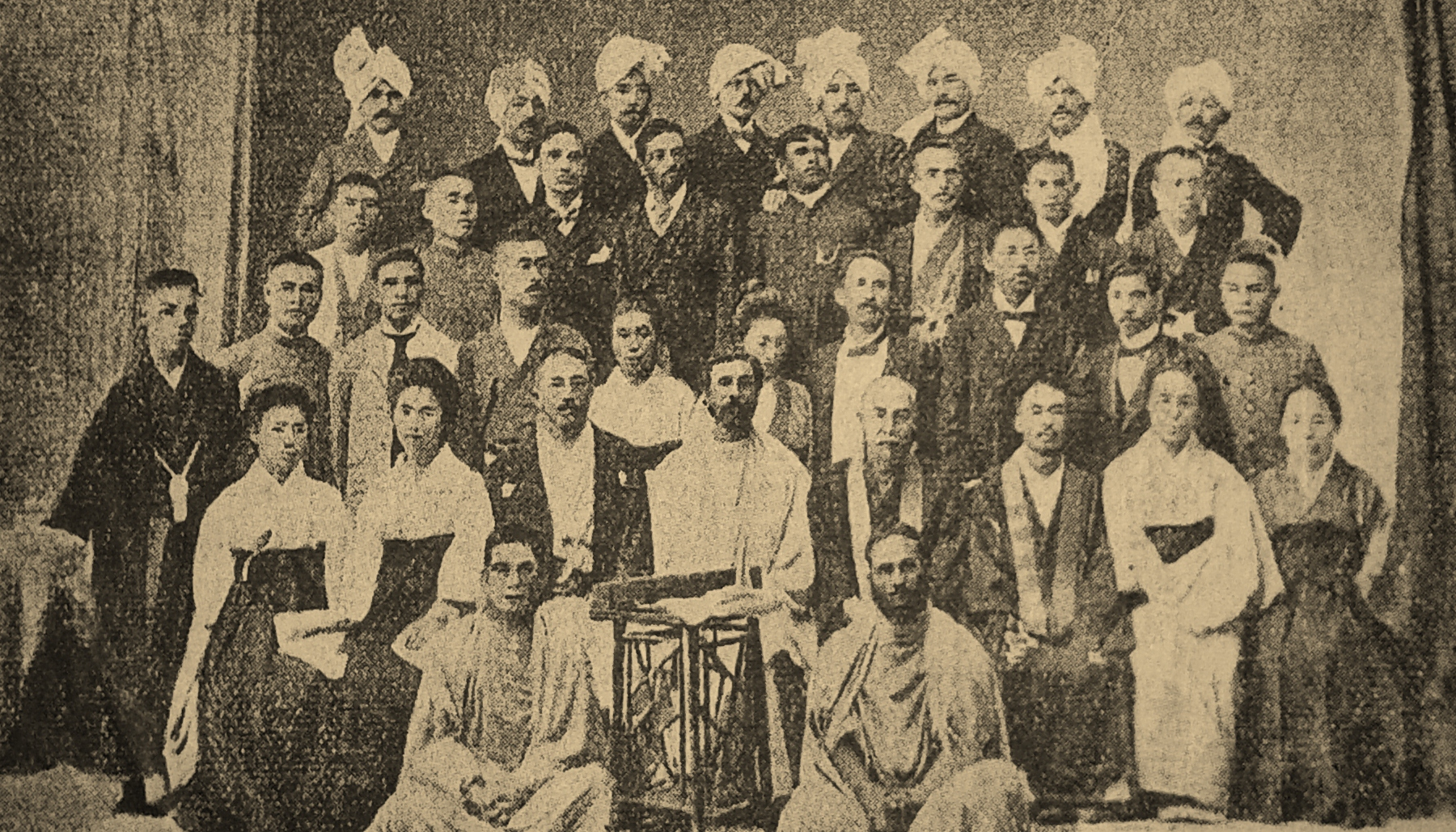
Anagarika Dharmapala (assis au centre), avec les représentants de différents pays, lors d'une rencontre au siège de la Mahabodhi Society à Calcutta (vers 1890-1900).

C'est ainsi que, le 31 mai de cette même année, de retour à Colombo, il regroupa un certain nombre d'importants bouddhistes sri-lankais pour fonder la Société de la Maha Bodhi (Mahabodhi Society), dont le siège fut transféré à Calcutta l'année suivante. L'un des principaux objectifs de la société était le retour en mains bouddhistes de la gestion des principaux sites bouddhiques indiens, en particulier le temple de la Mahabodhi à Bodhgayâ, le plus important de ces sites,,. Dharmapala lança une action en justice contre les prêtres brahmanes qui étaient responsable du site depuis des siècles. La démarche fut très longue, et il fallut attendre 1949 (soit seize ans après la mort de Dharmapala) pour voir le nouveau gouvernement indien accepter le Bodhgaya Temple Act, qui accordait aux bouddhistes un rôle dans l'administration du site : la gestion du temple de Bodhgayâ fut ainsi confiée à un comité mixte, composé de quatre bouddhistes et quatre hindous,,.
Des centres de la Société de la Mahabodhi furent créés dans de nombreuses villes indiennes, favorisant une prise de conscience de la situation du bouddhisme en Inde. Des conversions eurent lieu, principalement parmi les plus instruits, mais aussi chez certains Indiens de basse caste dans le sud.
Grâce aux efforts de Dharmapala, le site du parinibbāna (mort physique) du Bouddha à Kusinâgar est redevenu un lieu majeur d’intérêt pour les bouddhistes, comme cela le fut pendant longtemps, des siècles auparavant. Dans les années 1890, le mouvement Mahabodhi tint le règne musulman en Inde pour responsable de la disparition du bouddhisme en Inde,.

### Le Parlement des religions

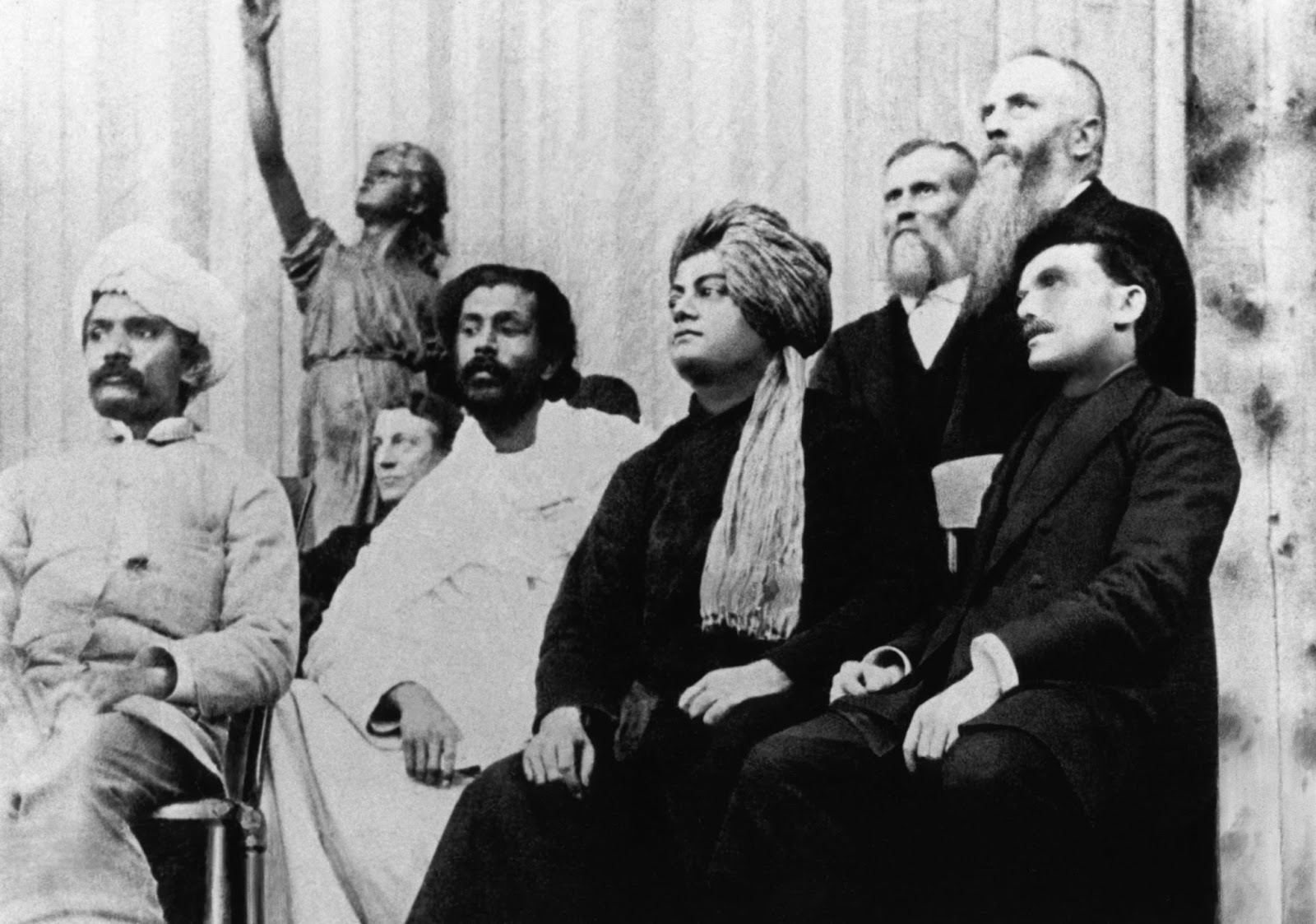
Au Parlement des religions (1893). De g. à d.: Virchand Gandhi, Anagarika Dharmapala, Swami Vivekananda et G. Bonet Maury.

Dharmapala était un excellent orateur, et en 1893, il fut invité à participer au Parlement des religions à Chicago, en tant que représentant du « bouddhisme du Sud », expression usuelle à cette époque pour désigner le theravāda. Il y rencontra Swami Vivekananda avec qui il s’entendit très bien. Bien qu'il y eût d'autres représentants du bouddhisme, sa parfaite maîtrise de l'anglais et sa formation dans des établissements anglicans firent de Dharmapala un interlocuteur privilégié pour les participants et les médias, et le véritable porte-parole du bouddhisme et du dharma. Il s'attacha à montrer à la fois les affinités du bouddhisme avec le christianisme et sa supériorité.
Lors de son retour en Inde, il s’arrêta à Hawaï, où il rencontra Mary E. Foster, une descendante du roi Kamehameha, qui avait des problèmes  émotionnels. Dharmapala l’aida en utilisant des techniques bouddhiques, en retour de quoi, elle lui fit un don très important: plus d'un million de roupies, soit plus de 2,7 millions de dollars, en dollars de 2010, mais la somme a en fait encore plus de valeur du fait des faibles coûts salariaux en Inde.
Ainsi, avant même ses quarante ans, c’était déjà une personnalité connue mondialement ; pendant les quarante années qui suivirent, il continuera à voyager, à donner des conférences et à établir des monastères (viharas) à travers le monde. En 1925, il fonde la Brithsh Maha Bodhi Society, et un an plus tard, le premier monastère théravada d'Occident. En même temps, il s'attachera à la création d'écoles et d'hôpitaux à Ceylan, et à la construction de temples et de viharas en Inde. Parmi les plus importants des temples construits, citons celui de Sārnāth, où le Bouddha fit son premier enseignement.

## Œuvres de Dharmapala
La plupart des œuvres de Dharmapala ont été réunies par Ananda Gurug dans l'ouvrage intitulé Return to Justice. A Collection of Speeches, Essays, and Letters of the Anagarika Dharmapala (« Retour à la justice. Recueil de discours, essais et lettres d'Anagarika Dharmapala ») et publié en 1965 à Colombo e, Ministry of Education and Cultural Affairs, Colombo, 1965.
Signalons que son volumineux journal a été publié, et que Dharmapala a également écrit des mémoires.

### La dette du Monde envers le Bouddha(1893)
The World's Debt to Buddha  est le texte d'une conférence tenue le 18 septembre 1893 devant le Parlement des religions à Chicago. À ce stade précoce de sa carrière, Dharmapala avait déjà le souci de rendre le bouddhisme acceptable aux yeux du public occidental. Ce discours abonde en références à la science, à l'Europe des Lumières et au christianisme. Tout en présentant le bouddhisme en ces termes familiers, Dharmapala laisse aussi entendre que cette doctrine est supérieure à toute philosophie en Occident. En outre, il discute longuement du régime politique idéal bouddhique d’Ashoka, et de l'éthique bouddhique pour les laïcs.

### L'optimisme constructif du bouddhisme(1915)
Le bouddhisme était souvent présenté en Occident, en particulier par les missionnaires chrétiens, comme une doctrine pessimiste et nihiliste qui débouche sur la passivité. Contrer ces affirmations fut une des principales préoccupations de Dharmapala, comme on peut le voir particulièrement dans cet essai dont le titre original est The Constructive Optimism of Buddhism. Il s'agit de montrer que le bouddhisme n'est en rien pessimiste et qu'il conduit aussi à l'action, pas à la passivité.

### Le message du Bouddha(1925)
Dans les derniers stades de sa carrière, le ton anti-chrétien de Dharmapala est de plus en plus marqué. Mais Dharmapala doit être compris dans le contexte de la colonisation britannique de Ceylan et de la présence sur l’île de missionnaires chrétiens. Message of the Buddha est un bon exemple de « bouddhisme protestant », (voir plus bas).

### L’évolution vue du point de vue du bouddhisme (1926)
Du vivant de Dharmapala, la théorie darwinienne de l'évolution était à l'avant-garde de la science. Dans Evolution from the Standpoint of Buddhism, il essaie de montrer que le bouddhisme est compatible avec la science moderne, une question sur laquelle, Dharmapala a particulièrement travaillé, réfléchissant aussi longuement sur la question de l'évolution. Cependant, on ne trouve nulle part dans ses écrits la preuve qu'il a compris la théorie de Darwin. Son utilisation du terme « évolution » semble avoir une signification plus vaste et plus générale que chez Darwin, qui lui n'accorde dans sa théorie, par exemple, aucune place au karma et aux  renaissances. Dharmapala s'appuie sur la cosmologie du Sutta à Aggañña (Dīgha Nikāya, 27) et sur la théorie de l'origine de l’homme.

## Dharmapala, la science, et le «bouddhisme protestant»

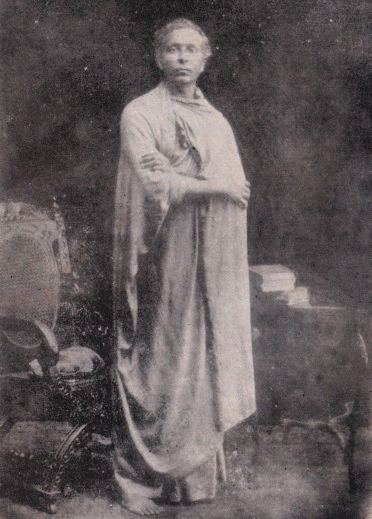
Anagarika Dharmapala à l'âge de 35 ans environ.

L'expression « bouddhisme protestant » forgée par l'anthropologue sri-lankais Gananath Obeyesekere,, est souvent appliqué à la forme de bouddhisme promue par Dharmapala, qui constitue une sorte de renouveau du bouddhisme (buddhism revival).
Ce bouddhisme est protestant en deux sens. Premièrement, il est influencé par les idéaux protestants tels que la liberté des institutions religieuses, la liberté de conscience, et la concentration sur l'expérience intérieure individuelle. Deuxièmement, il est en lui-même une protestation contre les prétentions chrétiennes à la supériorité, contre le colonialisme et le travail missionnaire chrétien qui visent à affaiblir le bouddhisme. « Sa caractéristique saillante est l'importance qu'il attribue aux laïcs. » Ce bouddhisme est apparu au sein de la classe moyenne nouvelle et instruite, à Colombo et dans ses environs.
L'expression néo-bouddhisme (ou bouddhisme moderniste) est aussi utilisée pour décrire cette forme de bouddhisme adaptée au monde moderne issu des Lumières et de la révolution scientifique. Ce bouddhisme est largement influencé par la pensée des Lumières européennes et le règne de la raison, notions souvent mises en avant par les bouddhistes d'Asie pour contrer les revendications de supériorité européenne et/ou chrétienne. C'est ainsi que les modernistes bouddhistes mettent en avant certains aspects du bouddhisme compatibles avec la raison, tout en laissant d'autres de côté.
Parmi les caractéristiques de ce modernisme bouddhiste on peut mentionner l’importance des laïcs face au sangha ; la mise en avant de la rationalité et la minorisation des aspects surnaturels et mythologiques ; la cohérence avec la science moderne ; le caractère démocratique et anti-institutionnel ; l’accent porté d'une part sur la spontanéité, la créativité et l'intuition, et d'autre part sur la méditation par rapport aux rituels et aux cérémonies.
Dharmapala est un excellent exemple de bouddhiste moderniste d'Asie, et peut-être le paradigme de l'exemple de bouddhiste protestant. Il était particulièrement préoccupé par une présentation du bouddhisme qui soit compatible avec la science, en particulier avec la théorie de l'évolution.

## Contribution au nationalisme bouddhique cinghalais
Dharmapala joua un rôle important tant dans la renaissance bouddhique du XIXe siècle qui a conduit à la création d'institutions bouddhiques correspondant à celles des missionnaires (écoles, YMBA, etc.) que dans le mouvement d'indépendance du XXe siècle. Pour le chercheur Neil DeVotta, sa rhétorique se base sur quatre points principaux :
- la louange – du bouddhisme et de la culture cinghalaise,
- le blâme – des impérialistes britanniques, de ceux qui ont travaillé pour eux, y compris des chrétiens,
- la peur – que le bouddhisme soit menacé d'extinction au Sri Lanka,
- l’espoir – d’une ascendance bouddhiste cinghalaise rajeunie.

Il a illustré les trois premiers points dans un discours public :
Dharmapala loua un jour le courage du vendeur de vada tamil normal et blâma la paresse du peuple cinghalais paresseux, l'invitant à se lever. Il protestait vivement contre la mise à mort du bétail et l’utilisation de la viande de bœuf dans l’alimentation. Au fond, les raisons qu’avait Dharmapala de rejeter l'impérialisme britannique n'étaient pas tant politiques ou économiques que religieuses[réf. nécessaire] : la nation cinghalaise est avant tout le dépositaire historique du bouddhisme.
Une manifestation de cette intolérance nouvelle eut lieu en 1915, visant certains musulmans de Ceylan. Des marchands musulmans prospères  devinrent la cible de leurs concurrents cinghalais. En 1912 déjà, Dharmapala écrivait :
« Les mahométans, un peuple étranger (...), deviennent par des méthodes shylockiennes aussi prospères que les Juifs. Les fils du sol cinghalais, dont les ancêtres ont pendant 2358 années versé des rivières de sang pour garder le pays libre d'envahisseurs étrangers (...) ne sont que des vagabonds aux yeux des Britanniques. L’étranger mahométan du sud de l'Inde vient à Ceylan, voit le villageois négligé, sans aucune expérience dans le commerce (...) et le résultat est que le mahométan réussit tandis que les fils du sol font faillite. »
Dharmapala et ses associés ont donc beaucoup encouragé et contribué à ce qui fut avec justesse appelé « l'état ethnocratique »[réf. nécessaire].

#### Œuvres de Dharmapala
- Anagarika Dharmapala, Return to Righteousness: A Collection of Speeches, Essays and Letters of the Anagarika Dharmapala, Ananda W.P. Guruge (Ed.), Colombo, The Anagarika Dharmapala Birth Centenary Committee, Ministry of Education and Cultural Affairs, Ceylon 1965.
- Anagarika Dharmapala Archive at Vipassana Fellowship [lire en ligne (page consultée le 2 août 2021)]
- Lankalibrary.com Bibliothèque virtuelle : Anagarika Dharmapala [lire en ligne (page consultée le 2 août 2021)]

#### Études
- Sarath Amunugama, The Lion's Roar: Anagarika Dharmapala and the Making of Modern Buddhism, Oxford, Oxford University Press, 2019.
- Tessa J. Bartholomeusz, « Dharmapala at Chicago : Mahayana Buddhist or Sinhala Chauvinist? » in Eric J. Ziolkowski (Ed.), A Museum of Faiths: Histories and Legacies of the World Congress of Religions, Atlanta, Scholars Press, 1993, p. 235-250.

- Neil DeVotta, « The Utilisation of Religio-Linguistic Identities by the Sinhalese and Bengalis: Towards General Explanation », Commonwealth & Comparative Politics, Vol. 39, No. 1, March 2001, p. 66–95.
- Richard F. Gombrich, Theravada Buddhism. A Social History from Ancient Benares to Modern Colombo. New York, Routledge, 2006 (éd. revue)
- Ria Kloppenborg, « The Anagarika Dharmapala (1864-1933) and the Puritan Pattern », Nederlands Theologisch Tijdschrift, 46:4,1992, p. 277-283.
- David L. McMahan, The making of Buddhist modernism. Oxford University Press US, 2009  (ISBN 978-0-19-518327-6), p. 91-97, 110-113.
- Gananath Obeyesekere, « Personal Identity and Cultural Crisis: the Case of Anagārika Dharmapala of Sri Lanka », in Frank E. Reynolds & Donald Capps (Eds.) The Biographical Process. Studies in the History and Psychology of Religion, The Hague, Mouton, 1976. 221-252.
- Stephen Prothero, « Henry Steel Olcott, Anagarika Dharmapala and the Maha Bodhi Society », Theosophical History, 6:3, 1996a, 96-106.
- Stephen Prothero, The White Buddhist: The Asian Odyssey of Henry Steel Olcott, Bloomington, Indiana University Press, 1996b.
- Sangharakshita, Flame in Darkness: The Life and Sayings of Anagarika Dharmapala, Poona, Triratna Grantha Mala, 1995.
- Sangharakshita, Anagarika Dharmapala. A Biographical Sketch and other Maha Bodhi Writings, Ibis Publications, 2013 [1952]. [lire en ligne (page consultée le 2 août 2021)]
- Daya Sirisena, « Anagarika Dharmapala - trail-blazing servant of the Buddha », Daily News, 17 September 2004. [lire en ligne (page consultée le 2 août 2021)]
- G.V. Saroja, « The Contribution of Anagarika Devamitta Dharmapāla to the Revival of Buddhism in India » in J. Parthasarathi, Hikosaka, Shu et al. (Eds.), Buddhist Themes in Modern Indian Literature, Madras, Inst. of Asian Studies, 1992, 27-38.
- Alan Trevithick, The revival of Buddhist pilgrimage at Bodh Gaya (1811-1949): Anagarika Dharmapala and the Mahabodhi Temple, Delhi, Motilal Banarsidass, 2006 (ISBN 978-81-208-3107-0).